# Reial Club Deportiu Espanyol de Barcelona 2006-2007
Questa voce raccoglie le informazioni riguardanti il Reial Club Deportiu Espanyol de Barcelona nelle competizioni ufficiali della stagione 2006-2007.

## Rosa
| N. |                      | Ruolo | Calciatore            |
| -- | -------------------- | ----- | --------------------- |
| 1  | Spagna (bandiera)    | P     | Gorka Iraizoz         |
| 2  | Spagna (bandiera)    | D     | Javi Chica            |
| 3  | Spagna (bandiera)    | D     | David García          |
| 4  | Spagna (bandiera)    | D     | Jesús Lacruz          |
| 5  | Argentina (bandiera) | C     | Ludovico Landaluce    |
| 6  | Brasile (bandiera)   | C     | Eduardo Costa         |
| 7  | Uruguay (bandiera)   | A     | Walter Pandiani       |
| 8  | Argentina (bandiera) | C     | Pablo Zabaleta        |
| 9  | Spagna (bandiera)    | C     | Iván de la Peña       |
| 10 | Spagna (bandiera)    | C     | Luis García           |
| 11 | Spagna (bandiera)    | C     | Albert Riera          |
| 12 | Spagna (bandiera)    | D     | Juan Velasco          |
| 13 | Camerun (bandiera)   | P     | Carlos Kameni         |
| 14 | Spagna (bandiera)    | C     | Antonio Álvarez Pérez |

| N. |                    | Ruolo | Calciatore       |
| -- | ------------------ | ----- | ---------------- |
| 15 | Spagna (bandiera)  | C     | Héctor Simón     |
| 16 | Brasile (bandiera) | C     | Jônatas          |
| 17 | Marocco (bandiera) | C     | Moha             |
| 18 | Spagna (bandiera)  | C     | Francisco Rufete |
| 19 | Spagna (bandiera)  | D     | Marc Torrejón    |
| 20 | Spagna (bandiera)  | A     | Ferran Corominas |
| 21 | Spagna (bandiera)  | D     | Daniel Jarque    |
| 22 | Spagna (bandiera)  | C     | Moisés Hurtado   |
| 23 | Spagna (bandiera)  | A     | Raúl Tamudo      |
| 26 | Spagna (bandiera)  | P     | Biel Ribas       |
| 27 | Spagna (bandiera)  | C     | Julián           |
| 31 | Spagna (bandiera)  | C     | Ángel Martínez   |
| 32 | Spagna (bandiera)  | D     | Albert Serrán    |
| 33 | Spagna (bandiera)  | C     | Miguel Palanca   |

## Risultati

### Supercoppa di Spagna
| Arbitro: | González Vázquez |

|  |           |           |
|  | Marcatori | 43’ Giuly |

| Arbitro: | Mejuto González |

|                      |           |  |
| Xavi 2’ Deco 12’ 62’ | Marcatori |  |

### Coppa UEFA

#### Primo turno
| Bratislava 14 settembre 2006, ore 17:45 CET Andata | Artmedia Bratislava | 2 – 2 referto | Espanyol |  |

| Barcellona 28 settembre 2006, ore 20:30 CET Ritorno | Espanyol | 3 – 1 referto | Artmedia Bratislava | Stadio olimpico Lluís Companys |

#### Fase a gironi
| Praga 19 ottobre 2006, ore 19:15 CET Girone F - 1ª giornata | Sparta Praga | 0 – 2 referto | Espanyol |  |

| Barcellona 23 novembre 2006, ore 20:30 CET Girone F - 2ª giornata | Espanyol | 6 – 2 referto | Zulte Waregem | Stadio olimpico Lluís Companys |

| Praga 30 novembre 2006, ore 19:45 CET Girone F - 3ª giornata | Ajax | 0 – 2 referto | Espanyol |  |

| Barcellona 13 dicembre 2006, ore 19:45 CET Girone F - 4ª giornata | Espanyol | 1 – 0 referto | Austria Vienna | Stadio olimpico Lluís Companys |

#### Fase ad eliminazione diretta
| Arbitro: | Lannoy |

|             |           |                              |
| Galante 82’ | Marcatori | 28’ (rig.) Pandiani 59’ Moha |

| Arbitro: | Allaerts |

|                     |           |  |
| Lacruz 15’ Coro 49’ | Marcatori |  |

| Tel Aviv 8 marzo 2007, ore 18:45 UTC+2 Ottavi di finale - Andata | Maccabi Haifa | 0 – 0 referto | Espanyol |  |

| Barcellona 15 marzo 2007, ore 20:30 UTC+1 Ottavi di finale - Ritorno | Espanyol | 4 – 0 referto | Maccabi Haifa | Stadio olimpico Lluís Companys |

| Barcellona 5 aprile 2007, ore 19:45 UTC+1 Quarti di finale - Andata | Espanyol | 3 – 2 referto | Benfica | Stadio olimpico Lluís Companys |

| Lisbona 12 aprile 2007, ore 19:45 UTC+0 Quarti di finale - Ritorno | Benfica | 0 – 0 referto | Espanyol | Estádio da Luz |

| Barcellona 27 aprile 2007, ore 19:45 UTC+1 Semifinali - Andata | Espanyol | 3 – 0 referto | Werder Brema | Stadio olimpico Lluís Companys |

| Brema 3 maggio 2007, ore 19:45 UTC+1 Semifinali - Ritorno | Werder Brema | 1 – 2 referto | Espanyol |  |

| Arbitro: | Busacca |

|                                  |                      |                                   |
| Riera 28’ Jônatas 115’           | Marcatori            | 18’ Adriano 105’ Kanouté          |
| García Pandiani Jônatas Torrejón | Tiri di rigore 1 – 3 | Kanouté Dragutinović Alves Puerta |